# Ясеновець (потік)
Ясеновець (пол. Jasienowiec) — гірський потік в Україні, у Рожнятівському районі Івано-Франківської області у Галичині. Лівий доплив Смереки, (басейн Дністра).

## Опис
Довжина річки приблизно 4,04 км, найкоротша відстань між витоком і гирлом — 3,08  км, коефіцієнт звивистості потоку — 1,31 . Потік тече у гірському масиві Ґорґани.

## Розташування
Бере початок на північно-західній стороні від гори Онежевата (706,6 м). Тече переважно на північний схід понад мішаним лісом Батин, через село Ясеновець і на північно-західній стороні від села Цинява впадає у потік Смереку лівий доплив Дуби.